# قيادة تحفيزية
يشير مصطلح القيادة التحفيزية إلى شخص يقوم بقيادة الآخرين من خلال تحفيزهم للسعى من اجل تحقيق أهداف محددة بدلاً تنفيذ مجرد أوامر. يحاول القائد إنشاء بيئة آمنة وموثوقة، والتأكد من وضع المؤسسة على الطريق الصحيح للنجاح في مجالها - على سبيل المثال، شركة في السوق. يفسر البعض مبادئ القيادة التحفيزية على أنها تتطلب أن يضع القائد أسساً أخلاقًية قوية ورؤية واضحة وقيمًا محددة وتواصلًا حقيقيًا وأن يكون لديه دافع حقيقي لتعزيز التعاون وبيئة العمل الإيجابية.

## صفات القيادة التحفيزية
```
* 
الخبره
: 
```

فالقائد يجب أن تكون لديه خبرة كافية من أجل صنع القرارات واتخاذ القرار الفعال حيث أن الأقدمية في مجال اتخاذ القرار تجعل القاعدة يمر بالعديد من القرارات الناجحة والفاشلة وعندما يريد أن يتخذ قرار فإنه يستحضر هذه الخبرات ويستفيد منها
- القدرة على بناء فريق العمل:

ينبغي أن يتصف القائد بالقدرة على بناء فريق عمل جيد حيث أن هناك العديد من الأشخاص اللذين يساهمون في صناعة القرار
- التنبؤ بالمستقبل:

يأخذ القرار في الوقت الحاضر ولكن تنفيذ القرار وإدارته ستكون في المستقبل ولهذا يجب على القائد أن يعتمد على التنبؤ بالمستقبل من أجل اتخاذ القرار الأنسب للظروف القادمة
- الصدق: يجب أن يكون القائد أمينًا للحفاظ على ثقة أعضاء الفريق.
- القدرة على التفويض: يجب على القادة تحديد نقاط القوة لأعضاء الفريق حتى يتمكنوا من تعظيم إمكانات المجموعة.
- التواصل: يجب على القائد توصيل الأهداف بشكل فعال لأعضاء الفريق.[1]

- روح الدعابة: يجب على القادة المساعدة في الحفاظ على الروح المعنوية التنظيمية لأن المواقف السلبية تنتشر.
- الثقة: يجب على القائد إظهار الثقة في جميع المواقف لأن الآخرين يتغذون على هذه الثقة ويعملون بشكل أكثر إنتاجية.[1]
- الالتزام: يجب على القائد إظهار الالتزام من خلال القيام بالعمل الذي يقوم به الآخرون لإظهار الالتزام تجاه الفريق والمهمة، والاستعداد للقيام «بعمل قذر» إذا لزم الأمر.
- الموقف الإيجابي: يجب على القادة إظهار موقف إيجابي تجاه المجموعة السعيدة وزيادة الإنتاجية.
- الإبداع: يجب أن يكون القائد مبدعًا لرؤية المواقف بطرق متعددة وحل المشكلات بشكل أكثر فعالية.
- التفاؤل: يجب أن يكون القائد دائمًا متفائلًا ولديه رؤية إيجابية لأن أعضاء الفريق يتغذون على هذا التفاؤل.
- الرؤية: يجب أن يكون لدى القادة رؤية، لأن الأتباع قد لا يكونون كذلك.
- النزاهة: أن تتحلى بالنزاهة تعني أن يكون المرء صادقًا مع أخلاق قوية.
- القدرة على الإلهام: يجب ألا يمتلك القائد القدرة على إلهام نفسه فحسب، بل يجب أن يلهم الآخرين في المجموعة للحصول على الإنتاج اللازم عندما يحتاج إليه القائد. يجب أن يمتلك القائد القدرة على الإلهام في كل موقف.
- الشجاعة: يجب أن يكون القادة على استعداد لتحمل المخاطر والدفع من مناطق الراحة للوصول إلى الأهداف.
- الواقعية: رؤية العالم كما هو حقًا، وليس كما «ينبغي» أن يكون. يجب أن يكون المرء واقعيا عند تقييم الموقف، حتى لا يبدو غير منطقي.
- المسؤولية: يجب على القادة تحمل المسؤولية عن أفعالهم، خاصة إذا ارتكب خطأ.

## القيادة التحفيزية في الرياضة
- فينس لومباردي: كان فينس لومباردي مدربًا في الدوري الوطني لكرة القدم لفريق نيويورك جاينتس وغرين باي باكرز. بعد خمس سنوات من عمله مع العمالقة، قام بتوقيع عقدًا مدته خمس سنوات لتدريب باكرز. حول لومباردي فريق باكرز من فريق كانت أرقامه من 1-10-1 في عام 1958م، أي في العام السابق، إلى 7-5 في عام 1959م، وهو العام الأول للومباردي. استمر لومباردي في قيادة فريق باكرز لثلاث بطولات متتالية وخمس بطولات دوري. اعتمد نجاح لومباردي على طريقة تدريبه. طالب لومباردي لاعبيه بالتميز وأخبر اللاعبين أنه بمجرد فهمهم لأنفسهم، يمكنهم الإنطلاق وبناء الشخصية والنزاهة والإخلاص. كان لومباردي يتمتع بمزاجًا عنيفًا، لكن السبب الوحيد لذلك كان شغفه باللعبة. وعد لومباردي أنه إذا امتثل لاعبوه لقواعده، فسيكونون فائزين. من المؤكد أن لومباردي حقق وعده، وفاز مرتين ببطولة السوبر بولز مع باكرز.
- هيرب بروكس: المدرب بروكس هو شخصية بارزة وذلك بسبب خطابه التحفيزي قبل مباراة بطولة 1980 التي لعبت فيها الولايات المتحدة مباراة بطولة الهوكي ضد السوفييت. كان السوفييت مرشحون بشدة للفوز، وقال بروكس، في خطابه، إن السوفييت ربما يفوزون 9 مرات من أصل 10. شجع بروكس فريقه على الخروج واللعب كما لو كانو هم المرشحون للفوز، وكأنهم يستحقون هذه المباراة. لولا الخطاب العبقري والمحفز لبروكس، فمن يدري ما إذا كان فريق الولايات المتحدة الأمريكية سيهزم السوفييت في عام 1980.
- راي لويس: قضى راي لويس مسيرة امتدت 17 عامًا في الدوري الوطني لكرة القدم مع فريق بالتيمور رافينز. يُعرف لويس بإخلاصه للديانة المسيحية وقيادته البارزة. إنه ليس فقط قائدًا في الملعب مع زملائه في الفريق، ولكنه قائد خارج الملعب أيضاً في العمل الخيري للشباب الأقل حظاً.